# Sid Tanenbaum
Sidney Tanenbaum est un joueur américain de basket-ball, né le 8 octobre 1925 à Brooklyn, borough de New York, et mort le 4 septembre 1986 dans le Queens, autre borough de la même ville. Après une carrière universitaire effectuée sous les couleurs des Violets de NYU, il se présente à la draft BAA 1947. Non sélectionné, il signe toutefois un contrat avec les Knicks de New York. Par la suite, il joue également pour les Bullets de Baltimore.
Sid Tanenbaum est intronisé à l'International Jewish Sports Hall of Fame.